# Satybaldy Sarikow
Satybaldy Sarikow (kirgisisch Сатыбалды Сариков, auch kirgisisch Сатыбалды Сабиров Satylbaldy Sabirow; * 1926 in Susak, Kirgisische SSR, UdSSR) war ein kirgisischer Politiker.

## Leben
Sarikow wurde im westkirgisischen Dorf Susak geboren. Ab 1955 war er Vorarbeiter der Baumwollbrigade in der Kolchose „Kommunismus“ im Rajon Susak. Von 1970 bis 1974 war er Abgeordneter im Obersten Sowjet der UdSSR.

## Ehrungen
Nach ihm wurde eine Sekundarschule im Rajon Susak benannt.